# Zhuanji
Zhuanji (kinesiska: 砖集) är en köping i östra Kina. Den ligger i Jieshou i staden Fuyang i provinsen Anhui,  omkring 230 kilometer nordväst om provinshuvudstaden Hefei. Antalet invånare är 34700. Befolkningen består av 17 631 kvinnor och 17 069 män. Barn under 15 år utgör 23,0 %, vuxna 15-64 år 65 %, och äldre över 65 år 11,0 %.